# Самбу, Изабелль
Изабелль Самбу (фр. Isabelle Sambou; Мломп, Зигиншор, Сенегал) — сенегальская спортсменка, борец вольного стиля, участница двух Олимпийских игр, 9-кратная чемпионка Африки.

## Карьера
18 марта 2012 года в Марракеше на квалификации Африки и Океании она завоевала Олимпийскую лицензию. 8 августа 2012 года на Олимпийских играх в 1/8 финала она одержала победу над Тано Бени из Кот-д’Ивуара, в 1/4 финала она проиграла Хитоми Обаре из Японии, которая вышла в финал, а Самбу получила возможность бороться в утешительных схватках, она сначала одолела Марой Мезьен из Туниса, а в схватке за бронзовую медаль проиграла Кэрол Хвин из Канады, заняв итоговое 5 место. 2 апреля 2016 года в Алжире на Олимпийской квалификации Африки и Океании она завоевала путёвку на Игры в Рио-де-Жанейро. Она была знаменосцем Сенегала во время церемонии открытия Олимпийских игр 2016 года. 18 августа 2016 года на Олимпийских играх в Бразилии в 1/8 финала она на туше победила Нгуен Тхи Луа из Вьетнама, в 1/4 финала она проиграла японке Саори Ёсиде, которая вышла в финал, а Самбу в утешительной схватке уступила Наталье Синишин из Азербайджана, заняв итоговое 8 место. После ухода из спорта Самбу вернулась в свою деревню Мломп, где она начала тренировать борьбе молодых девушек, в результате чего Мломп стал одним из немногих населенных пунктов Сенегала, где женщинам разрешено заниматься борьбой.